# Kasznár Ring Jenő
Kasznár (Ring) Jenő, névváltozat: Kassner (Marcali, 1873. október 5. – Budapest, Erzsébetváros, 1931. október 15.) festőművész.

## Életútja
A Marcaliban élő Ring Lajos kocsigyáros és Lierheim Anna elsőszülött gyermeke volt. Római katolikus vallásúnak keresztelték. 1892 októberében iratkozott be Bécsben a képzőművészeti akadémiára, ahol 1896 júliusáig az általános festészeti szakosztályon Siegmund L’Allemand és Christian Griepenkerl tanítványa volt. Ezután Münchenben folytatta művészeti tanulmányait. Az 1900-as évek közepén már mint arcképfestő működött Budapesten. 1912-től figurális és tájképekkel szerepelt a Műcsarnokban és a Nemzeti Szalon kiállításain. Előszeretettel festett nincstelen csavargókat, illetve tanyasi és piaci jeleneteket. 1922. november 16-án Budapesten feleségül vette a nála húsz évvel fiatalabb, dévényújfalui születésű Várallyai Valéria Saroltát. Mintegy harminc éven át a fővárosi külső-Erzsébetvárosban élt a Murányi, illetve a Nefelejcs utcában. Halálát végbélrák okozta 58 éve korában. A legtöbb aukciós portálon mind a születési, mind pedig a halálozási dátuma tévesen szerepel!